# ツシマテン
ツシマテン（対馬貂、学名：Martes melampus tsuensis）は、食肉目イタチ科テン属に属する哺乳類。テン Martes melampus の亜種であり、対馬のみに分布する。日本国指定の天然記念物である。

## 形態
頭胴長が約45cm、尾長が約19cm、体重が1.1-1.5kgになる。体毛は季節変化をする。夏毛は背と体側が黒褐色で腹部は黄褐色になるが、冬毛は口元と鼻の黒色部分を残して頭部が灰白色になり、残りの体全体が黄褐色になる。

## 生態
対馬全域に生息しており、主に森林で生活するが、集落周辺に出てきて飼育されているニワトリを捕食することもある。ネズミ類や鳥類、両生類や爬虫類などの小型脊椎動物、昆虫類、ムカデを始めとする土壌生物、ヤマグワやマタタビなどの果実など、多様なものを食べる。単独で生活し、平均70haほどの排他的な行動圏をもつ。交尾は夏に行われるが、受精卵の着床遅延があるので出産は翌年春になる。4-5月に2-4頭の仔を樹洞などで出産する。

## 保全状態評価
- 準絶滅危惧（NT）（環境省レッドリスト）

- 日本国指定の天然記念物 -1971年指定
- 長崎県版レッドデータブック　-準絶滅危惧

集落周辺でも生活するため、交通事故による死亡の増大が懸念されている。